# 十字苣苔
十字苣苔（学名：Stauranthera umbrosa）为苦苣苔科十字苣苔属下的一个种。

## 扩展阅读
- 維基物種上的相關：十字苣苔